# Ławeczka Bolesława Szabelskiego
Ławeczka Bolesława Szabelskiego – ławka pomnikowa dedykowana kompozytorowi Bolesławowi Szabelskiemu w katowickiej dzielnicy Ligota-Panewniki, odsłonięta 6 października 2019 roku.

## Historia
Bolesław Szabelski mieszkał w katowickiej Ligocie, przy ulicy Wileńskiej 21 w latach 1945–1956. Władze Katowic nadały skwerowi przy skrzyżowaniu ulic Piotrowickiej i Panewnickiej imię kompozytora w 2010 roku. W 2018 roku do budżetu obywatelskiego został zgłoszony projekt ustawienia ławki pomnikowej dedykowanej Szabelskiemu. Autorem rzeźby jest Bogumił Burzyński. Ławeczkę odsłonięto 6 października 2019 roku. Pozostałe ławki na skwerze posiadają tabliczki dedykacyjne z nazwiskami osób ze świata muzyki, związanych z katowicką Ligotą: Karol Stryja, Ansgary Malina, Karol Szafranek, Antoni Szafranek, Napoleon Siess.
Ławkę Szabelskiego zdobi jego popiersie. Wykonano ją w marmurze i brązie.

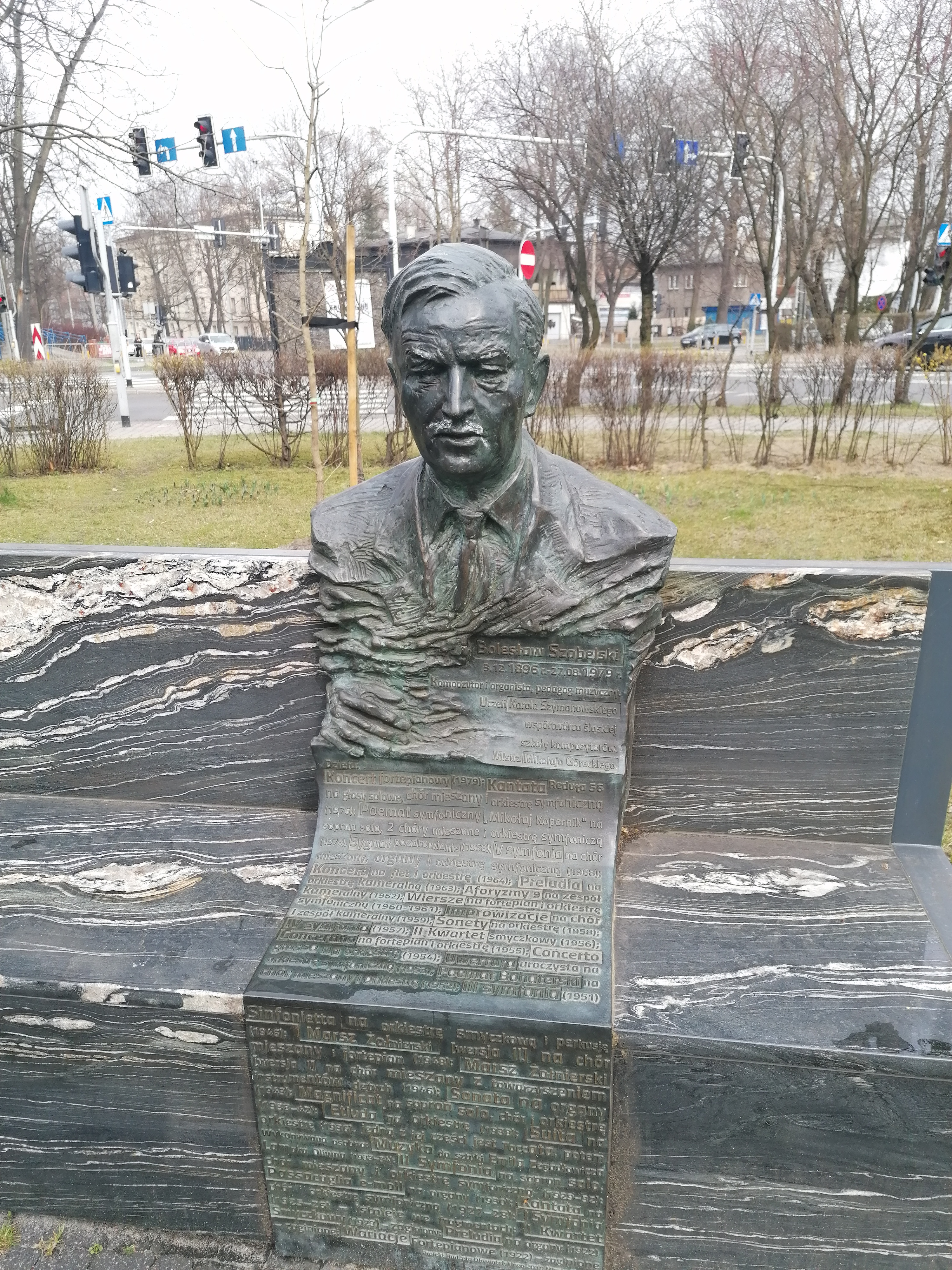
Popiersie w brązie